# Ruy Fausto
Ruy Fausto (São Paulo, 22 de janeiro de 1935 – Paris, 1 de maio de 2020) foi um filósofo e professor universitário brasileiro.

## Carreira
Doutor em filosofia pela Universidade Paris 1 Panthéon-Sorbonne e professor emérito da Universidade de São Paulo. Ficou conhecido especialmente por sua obra Marx: Lógica e Política, sendo considerado um dos principais teóricos marxistas brasileiros. Era irmão do historiador Boris Fausto e do patologista Nelson Fausto.
Morreu no dia 1 de maio de 2020 em Paris, vítima de um infarto.

## Publicações selecionadas
- Marx: lógica e política (Brasiliense, 1983)
- "A 'pós-grande indústria' nos Grundrisse (e para além deles)" (Lua Nova, nº 19, 1989)
- Dialética marxista, dialética hegeliana a produção capitalista como circulação simples (Paz e Terra, 1997)
- A esquerda difícil: em torno do paradigma e do destino das revoluções do século XX e alguns outros temas (Perspectiva, 2007)
- Caminhos da esquerda: elementos para uma reconstrução (Companhia das Letras, 2017)